# جيروم ستيفر
جيروم ستيفر (بالإنجليزية: Jerome Steever)‏ (7 يناير 1880 – 5 يناير 1957) هو سبّاح من الولايات المتحدة راحل، مثّل بلاده في الألعاب الأولمبية الصيفية 1904.

## روابط خارجية
جيروم ستيفر على موقع أوليمبيديا (الإنجليزية)